# Kazimierz Ostrowski (histolog)
Kazimierz Ludwik Ostrowski (ur. 24 października 1921 we Lwowie, zm. 9 stycznia 2010 w Warszawie) – polski histolog, profesor nauk medycznych, członek PAN i PAU.

## Życiorys
Pochodził z rodziny kolejarskiej, wcześnie stracił rodziców. W 1939 ukończył gimnazjum, po wkroczeniu Armii Czerwonej rozpoczął studia lekarskie w Państwowym Instytucie Medycznym im. Iwana Franki. Bardzo złe warunki materialne i bytowe sprawiły, że Kazimierz Ostrowski przeprowadził się do Warszawy, a następnie został korepetytorem w majątku inż. Bęskiego w Woli Boglewskiej. Wstąpił w szeregi Armii Krajowej, ale brak uzbrojenia uniemożliwił przyłączenie się tego oddziału do walk podczas powstania warszawskiego. Po zakończeniu działań wojennych w 1945 rozpoczął studia na Wydziale Lekarskim Uniwersytetu Warszawskiego, w 1948 rozpoczął pracę w kierowanym przez prof. Juliusza Zweibauma Zakładzie Histologii i Embriologii. W 1949 ukończył studia, nadal pracował w Instytucie, gdzie w 1951 przedstawił i obronił pracę pt. „Wpływ wysokich dawek witaminy A na chondriom jelita myszy”. Wkrótce po obronie został powołany do służby wojskowej, gdzie pełnił funkcję lekarza wojskowego, a następnie kierownika Szpitala Okręgowego w Warszawie. Ponieważ zezwolono mu na równoległą pracę w Instytucie, w 1955 powołano go na stanowisko docenta. W 1958 wygrał konkurs na stanowisko kierownika Zakładu Histologii, w 1959 w randze majora przeszedł do rezerwy. Stanowisko kierownika pełnił przez 34 lata, poza pracą laboratoryjną był również wykładowcą uniwersyteckim. Dzięki jego zaangażowaniu do programu studiów medycznych wprowadzono cytofizjologię, pod jego kierownictwem opracowano podręczniki i skrypty do tego przedmiotu. Prowadził i inicjował badania z zakresu histochemii, wprowadził pomiary w mikroskopie interferencyjnym. Zainicjował prowadzenie obserwacji tzw. osteoindukcji heterotopowej, które pozwoliły na rozwój badań nad kościotworzeniem heterotopowym. Od 1962 współpracował z prof. Adamem Grucą, szefem Kliniki Ortopedii w dziedzinie przeszczepów kostnych, jej wynikiem było rozpoczęcie bankowania tkanek w Polsce. Dzięki prof. Grucy do projektu przystąpiła Polska Akademia Nauk, która zorganizowała i wyposażyła Zakład Przeszczepiania Tkanek i Narządów, który miał być kierowany przez Kazimierza Ostrowskiego w ramach Katedry Histologii i Embriologii. W doposażenie Zakładu włączył się Departament Służby Zdrowia Ministerstwa Obrony Narodowej, po zakończeniu prac gotowy Zakład przekazano Akademii Medycznej w Warszawie. Równocześnie na Wydziale Nauk Medycznych Polskiej Akademii Nauk (PAN) utworzono Komisję Transplantologii, której przez cztery kadencje przewodniczył Kazimierz Ostrowski. Następnie otrzymał nominację na zastępcę sekretarza Wydziału Nauk Medycznych PAN, dzięki czemu zasiadał w Kolegium Doradczym Przewodniczącego Wydziału. W 1970 Kazimierz Ostrowski stanął na czele utworzonego Instytutu Biostruktury i kierował nim do 1992, od 1990 jest to Centrum Biostruktury WUM. W 1988 stanął na czele powstałego przy Ministerstwie Zdrowia i Opieki Społecznej Zespołu ds. Pobierania i Przeszczepiania Tkanek i Narządów, którego głównym zadaniem była koordynacja i informowanie ministerstwa o postępach i potrzebach w zakresie transplantologii, w 1994 został przekształcony w Krajową Radę Transplantacyjną. W 1992 prof. Kazimierz Ostrowski przeszedł na emeryturę, pozostając czynnym naukowo uzyskał grant na prowadzenie badań nad genetyczną regulacją ekspresji białek morfogenetycznych tkanki kostnej, badania te prowadził do końca życia. 
Zmarł 9 stycznia 2010, został pochowany na cmentarzu Wolskim w Warszawie.

## Dorobek naukowy
Publikacje
- 300 prac naukowych.
- 8 podręczników.

Opieka naukowa
- Wypromował 31 doktorów nauk medycznych lub przyrodniczych.
- 17 naukowców uzyskało pod jego kierunkiem habilitację.

Jego wychowankami byli m.in. Zbigniew Darżynkiewicz, Dariusz Górecki, Marek Pieńkowski, Piotr Siciński i Marek Jakóbisiak.

## Członkostwo
- Polskie Towarzystwo Histochemików i Cytochemików,
- Polskie Towarzystwo Transplantacyjne,
- European Association of Tissue Banks,
- Society of the Hungarian Anatomists,
- Histologists and Embriologists i Gesellschaft für Histochemie,
- Polska Akademia Nauk (od 1975),
- Polska Akademia Umiejętności (od 1999),
- Doktor honoris causa Uniwersytetu w Orleanie (1982),
- Doktor honoris causa Akademii Medycznej w Warszawie (2007).

## Odznaczenia
- Złoty Krzyż Zasługi (1954),
- Krzyż Kawalerski Orderu Odrodzenia Polski (1969),
- Krzyż Oficerski Orderu Odrodzenia Polski (1984),
- Krzyż Komandorski Orderu Odrodzenia Polski (2000),
- Nagroda Ministra Zdrowia i Opieki Społecznej (1988),
- Nagroda Polskiej Akademii Nauk (1982),
- Nagroda Ministra Nauki (1985),
- Nagroda naukowa Prezesa Rady Ministrów (2003).